# حطام السفينة فيفي

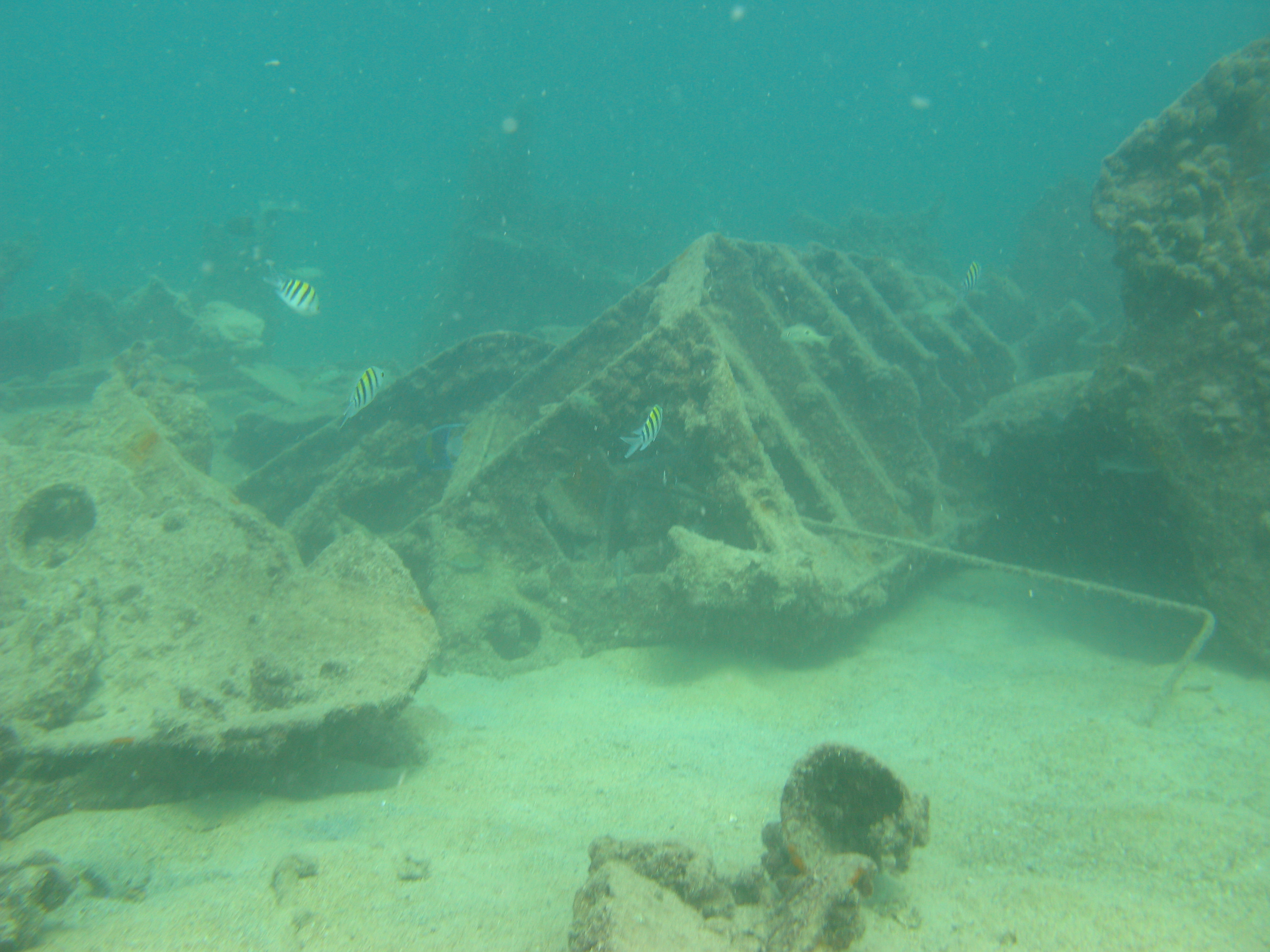
حطام السفينة فيفي

فيفي هو غرق زورق قطر مغمور يقع على بعد نحو 8 كيلومتر (5 ميل) شرق منتجع البندر في البحرين. السفينة التي يملكها شاهين بن صقر والذي أطلق على السفينة أسم فيفي تيمناً باسم ابنته الوحيدة فريال اشتعلت فيها النيران وغرقت في أوائل الثمانينات. حالياً موقع حطام السفينة هو أحد أكثر مواقع الغوص شعبية في البحرين. الموقع غير مناسب للذين لم يستكملوا دورات الغوص التدريبية لأن الحطام يكمن في مياه ضحلة نسبيا. الوضوح في موقع الحطام جيد والتيارات لا تعيق الغوص.